# روبرت جيمس (رجل أعمال)
روبرت جيمس (بالإنجليزية: Robert A. James)‏ هو شخصية أعمال أمريكي، ولد في 1909، وتوفي في 1983.